# Wargames - Giochi di guerra
Wargames - Giochi di guerra (WarGames) è un film del 1983 diretto da John Badham con Matthew Broderick.
Le riprese del film si svolsero dal 9 agosto 1982 all'11 novembre 1982.
Presentato fuori concorso al 36º Festival di Cannes, il film propone temi e argomenti tipici dei primi anni ottanta caratterizzati dalla corsa agli armamenti, dallo stallo degli accordi SALT e dal dispiegamento degli euromissili secondo una prospettiva progressista e pacifista. La morale del film si basa sul concetto di distruzione mutua assicurata.

## Trama
A Seattle il giovane David Lightman, appassionato di informatica, è un abile e promettente hacker che vuole introdursi nel computer di una nota casa di videogiochi, la Protovision, con sede a Sunnyvale, nella Silicon Valley, che sta per lanciare una collana di nuovi prodotti. Effettuando un wardialing su tutti i telefoni della stessa regione in cui ha sede l'azienda, il ragazzo riesce a raggiungere diversi dispositivi, tra cui una connessione secondaria del supercomputer del NORAD studiato per sviluppare strategie atte a rispondere a un attacco sovietico: il WOPR (War Operation Plan Response). Questo calcolatore, ubicato nella base fortezza di comando NORAD, valuta azioni e contromosse a un eventuale attacco sovietico basandosi sull'esecuzione di numerosi giochi strategici e simulazioni militari e, tramite una rudimentale intelligenza artificiale, riesce ad imparare dai propri errori. Una volta letto l'elenco di tali giochi, David si convince di aver raggiunto la Protovision, ma non riesce ad avere accesso al calcolatore.
Aiutato dalla compagna di classe Jennifer, chiede consiglio a dei tecnici suoi amici, che sospettano l'origine militare della lista dei giochi e gli consigliano di cercare eventuali backdoor lasciate dal creatore del sistema per poterli provare. Partendo dal primo gioco della lista ("Il labirinto di Falken") David riesce a risalire al programmatore originario, Stephen Falken, uno scienziato ufficialmente deceduto che lavorava per il Dipartimento della difesa degli Stati Uniti d'America. Cercando informazioni su Falken riesce ad entrare nel sistema usando come password il nome del figlio deceduto in un incidente, "Joshua", ed incomincia una partita a Guerra Termonucleare Globale contro lo WOPR, partita nella quale assume il ruolo dei sovietici.
Dopo pochi minuti David deve abbandonare la connessione, ma il supercomputer ha già allarmato gli stati maggiori dell'esercito segnalando un attacco nucleare imminente, che portano lo stato della difesa (DEFCON) degli Stati Uniti d'America sempre più verso la guerra. Se per il ragazzo si tratta solamente di un gioco, così non è per il calcolatore che, non discriminando fra realtà virtuale e realtà effettiva, continua a segnalare le operazioni di attacco inizialmente scelte da David, che vengono scambiate dai militari come reali azioni dei sovietici. Le contromosse degli statunitensi attirano l'attenzione dei sovietici, che le considereranno come vere e proprie provocazioni, e incominciano a loro volta a prepararsi al peggio, in un crescendo di tensioni che potrebbe realmente portare allo scoppio di una guerra nucleare. Fra l'altro, proprio poco tempo prima, all'interno della base fortezza di comando NORAD, nel corso di una reale simulazione dello scoppio di una guerra, l'indecisione di un operatore che avrebbe dovuto dare il consenso al lancio dei missili girando la chiave di avvio aveva indotto gli ingegneri informatici ad escludere totalmente il fattore umano affidando la decisione finale unicamente allo WOPR, che avrebbe automaticamente dato l'ok. Ciò, però, era stato accolto con non poco scetticismo dal generale Beringer, capo di stato maggiore delle forze armate, convinto dell'affidabilità del fattore umano anziché "affidare la sicurezza degli Stati Uniti a qualche diodo al silicone".
In ogni modo, David viene presto localizzato e interrogato ma, al racconto dell'accaduto, nessuno gli crede, e non solo: a peggiorare le cose, lo WOPR si ostina a cercarlo per continuare la partita e, all'ennesima mossa del programma, David, creduto responsabile, viene arrestato per spionaggio. Riesce a fuggire, ma deve mettersi in contatto col professor Stephen Falken, che ha scoperto essere ancora in vita, per cercare di fermare lo WOPR. Falken da molti anni ormai si è ritirato a vita privata su di un'isola, dedicandosi alla paleontologia e allo studio dei dinosauri. Raggiunto da Jennifer e David, che riescono a parlargli, si rivela però ormai cinico e disilluso, a causa della constatazione che i suoi sforzi nel campo della cibernetica e dell'intelligenza artificiale sono stati messi al servizio della classe dirigente militare. Falken fa il parallelo con i dinosauri, una volta dominatori della terra poi totalmente estinti, e ritiene che possa essere naturale che l'uomo segua la stessa strada.
Quando tutto sembra perduto, David riesce a toccare l'animo dello scienziato: ricordando come la password di accesso alla backdoor dello WOPR fosse "Joshua", nome del figlioletto morto con la madre in un incidente. Il giovane chiede a Falken se permetterebbe la distruzione del mondo anche nel caso in cui suo figlio fosse ancora vivo. Lo scienziato, seppur inizialmente titubante, si convince infine ad aiutare David e insieme con lui torna al NORAD, penetrando nella sala di guerra prima che l'enorme porta blindata la sigilli dal mondo esterno.
David e Falken convincono il generale Beringer, capo di stato maggiore delle forze armate, ad attendere i primi impatti prima di ordinare ritorsioni, certi che i tracciati missilistici e di bombardieri sovietici che gli schermi del NORAD mostrano in avvicinamento siano in realtà frutto della partita giocata da David. Nonostante l'immenso rischio che ciò comporta, il generale Beringer acconsente e, mentre gli schermi della sala riportano la distruzione totale di numerose basi e installazioni militari, il contatto radio diretto con gli obiettivi accerta che essi sono del tutto integri.
La situazione sembra risolta e tutti i presenti sono entusiasti, ma la stessa esclusione del fattore umano, caldeggiata dagli ingegneri informatici, sembra rivoltarsi contro i suoi stessi ideatori: lo WOPR prepara comunque la contromossa e, grazie al collegamento diretto coi silos missilistici, non ha bisogno altro che di usare un algoritmo di ricerca esaustiva della soluzione: incomincia a inviarvi tutti i codici di lancio possibili, dato che uno di essi è sicuramente quello giusto.
A pochi istanti dal lancio dei missili tuttavia è David a salvare la situazione, ordinando al sistema di giocare a tris contro sé stesso: le partite si arrestano l'una dopo l'altra in situazione di stallo, ed a quel punto Joshua avvia una simulazione di guerra dopo l'altra, tralasciando così la prosecuzione delle operazioni di lancio, con i codici che aveva già trovato. Dopo aver ottenuto anche qui una sequenza di risultati identici: "Vincitore: Nessuno", apprende finalmente che in certe situazioni "l'unica mossa vincente è non giocare". Joshua interrompe così la partita e, riconosciuto il suo creatore, lo invita a giocare una partita a scacchi, fra la gioia di tutti i presenti, felici di essere riusciti ad evitare quella che sarebbe stata la terza guerra mondiale.

## Hackeraggio
La tecnica usata da David per identificare il recapito della "Protovision" (chiamare in sequenza tutti i numeri telefonici di una data zona) era effettivamente usata dagli hacker che, in onore al film, la ribattezzarono "Wardialing" ('to dial' = digitare un numero telefonico).
Nel film si vede David che vuole effettuare una telefonata da un telefono pubblico, ma non ha monete e allora solleva la cornetta e svita il tappo che racchiude il microfono del telefono e creando con questo un corto circuito nell'apparecchio con una linguetta di lattina trovata per terra, effettua la telefonata gratuitamente. Questo sistema non è una finzione e venne effettivamente utilizzato negli anni ottanta sia negli Stati Uniti sia in Europa e consentiva di frodare le compagnie telefoniche non pagando i costi delle telefonate, anche internazionali, dai telefoni pubblici.
Nel finale del film, la ricerca del codice di lancio da parte di "Joshua" procede identificandone una cifra per volta, fino a mostrarlo per intero. La produzione del film certamente sapeva che la procedura per scovare un codice segreto (in questo caso un algoritmo di forza bruta) passa attraverso l'accettazione per intero della stringa e non certo un carattere alla volta. L'espediente fu però preferito a una fedele aderenza alla realtà per suggerire al pubblico la gravità di un tempo rimanente sempre più esiguo. Il codice utilizzato, formato da sei lettere e quattro numeri, consentendo più di duemila miliardi di combinazioni, avrebbe richiesto altrettanti tentativi (al massimo) per venir forzato, un tempo almeno nell'ordine dei giorni e quindi ben superiore ai pochi minuti ipotizzati nel film.
L'allora presidente degli Stati Uniti Ronald Reagan fu talmente colpito dalla trama del film da interrogare i suoi consiglieri militari sulla possibilità che potesse verificarsi una situazione analoga a quella narrata nella pellicola. Quindici mesi dopo, il risultato fu un nuovo ordine esecutivo, il NSDD-145, che rese molto più severe le procedure di sicurezza e più alto il grado di protezione dell’arsenale strategico statunitense da intrusioni esterne.

## Cast
Il ruolo del professor Falken era originariamente pensato per John Lennon (la sceneggiatura venne infatti stesa anni prima della realizzazione del film, quando Lennon era ancora in vita).

## Accoglienza

### Incassi
Realizzato con la cifra di 12 milioni di dollari statunitensi, il film fu un successo al botteghino, raccogliendo circa 80 milioni di dollari. La pellicola ottenne anche tre nomination agli Oscar 1984: sceneggiatura originale, fotografia e sonoro. Vinse anche un BAFTA per il sonoro.

## Riconoscimenti parziali
- 1984 - Premio Oscar
  - Nomination Migliore sceneggiatura originale a Lawrence Lasker e Walter F. Parkes
  - Nomination Migliore fotografia a William A. Fraker
  - Nomination Miglior sonoro a Michael J. Kohut, Aaron Rochin, Carlos De Larios e Willie D. Burton
- 1984 – BAFTA
  - Candidatura alla migliore scenografia a Angelo P. Graham
  - Miglior sonoro a Willie D. Burton, Michael J. Kohut, William L. Manger
  - Candidatura ai migliori effetti speciali a Michael L. Fink, Joe Digaetano, Jack Cooperman, Don Hansard, Colin Cantwell, William Fraker

## Sequel
Nel 2008 è uscito in DVD il sequel del film Wargames 2 - Il codice della paura.

## Videogiochi
- La Coleco distribuì per la sua omonima console un videogioco in cartuccia parzialmente ispirato alla trama del film.
- Nel 1998 la Interactive Studios Ltd. lanciò il gioco WarGames: Defcon 1 per PlayStation ispirato al film, nel quale si può scegliere se vestire i panni delle forze armate statunitensi comandate dal NORAD o di macchine sotto la guida di WOPR, in diverse missioni che simulano una guerra reale tra il supercomputer e le forze umane.
- Nel videogioco indipendente della Introversion Software Uplink è presente un easter egg tramite il quale è possibile introdursi in un PC (della Protovision) e, tramite il nickname e la password citati nel film, giocare alla Guerra Termonucleare Globale.
- Nel 2014 uscì il gioco ufficiale WarGames: WOPR per piattaforme iOS e Android sviluppato da Be-Rad Entertainment LLC, un puzzle game con elementi di strategia che ripercorre la trama del film originale.